# Bele noči
Bele noči so noči, v katerih sonce zaide le za kratek čas, tako da je tudi opolnoči svetlo kot podnevi ali vsaj mrak. Bele noči se na severni polobli pojavljajo nad zemljepisno širino 56° severno oz. nad zemljepisno širino 56° južno. Za polarnim krogom (≈ 66,57°) okoli poletnega solsticija sonce tudi ob polnoči ne zaide, zato namesto belih noči govorimo o polnočnem soncu in polarnem dnevu. 
Med najbolj znane sodijo bele noči Sankt Peterburga, ki jih je opisal Dostojevski v svoji istoimenski zgodbi leta 1848. 

## Spletne povezave
- Bele noči v Sankt Peterburgu